# Revadim
Der Kibbuz Revadim (hebräisch רְבָדִים Rəvadīm, deutsch ‚Terrassen‘) liegt im Südwesten der Schefela in Zentralisrael. Der Kibbuz hatte im Jahr 2018 766 Einwohner.
Revadim wurde am 14. Februar 1947 von Mitgliedern des HaSchomer haZaʿir im Gusch Etzion gegründet. Am 13. Mai 1948 wurde der Kibbuz zu Beginn des Unabhängigkeitskrieges von der jordanischen Arabischen Legion erobert und bald darauf von Jordanien annektiert. Nach Entlassung aus der jordanischen Gefangenschaft gründeten die Überlebenden des ursprünglichen Revadim am 28. November 1948 einen neuen Kibbuz in Bir Salim, der ehemaligen Schulfarm des Syrischen Waisenhauses, in der Philisterebene im jungen Staat Israel. Im Oktober 1949 zogen die Kibbuznikim an den heutigen Standort. Dort errichteten sie bald ein Denkmal für die Gefallenen des Krieges.
Auf dem Gebiet des Kibbuz liegt die bedeutende Ausgrabungsstätte Tel Miqne. Der Tel wird identifiziert mit der Philister-Stadt Ekron, mehrfach in der Bibel erwähnt. Der Kibbuz rekonstruierte einen Teil von Ekron und errichtete ein archäologisches Museum, so dass Tourismus zu einem Wirtschaftszweig von Revadim wurde.